# Bastrop (Texas)
Bastrop ist ein Ort und Sitz der Countyverwaltung (County Seat) des Bastrop County im US-Bundesstaat Texas in den Vereinigten Staaten von Amerika. Das U.S. Census Bureau hat bei der Volkszählung 2020 eine Einwohnerzahl von 9.688 ermittelt.

## Geographie
Die Stadt liegt im mittleren Südosten von Texas und hat eine Gesamtfläche von 18,9 km², wovon 0,1 km² Wasserfläche ist. Die Entfernung zu Austin im Nordwesten beträgt etwa 50 km, nach San Antonio im Südwesten etwa 160 km und nach Houston im Osten etwa 300 km.

## Demographie

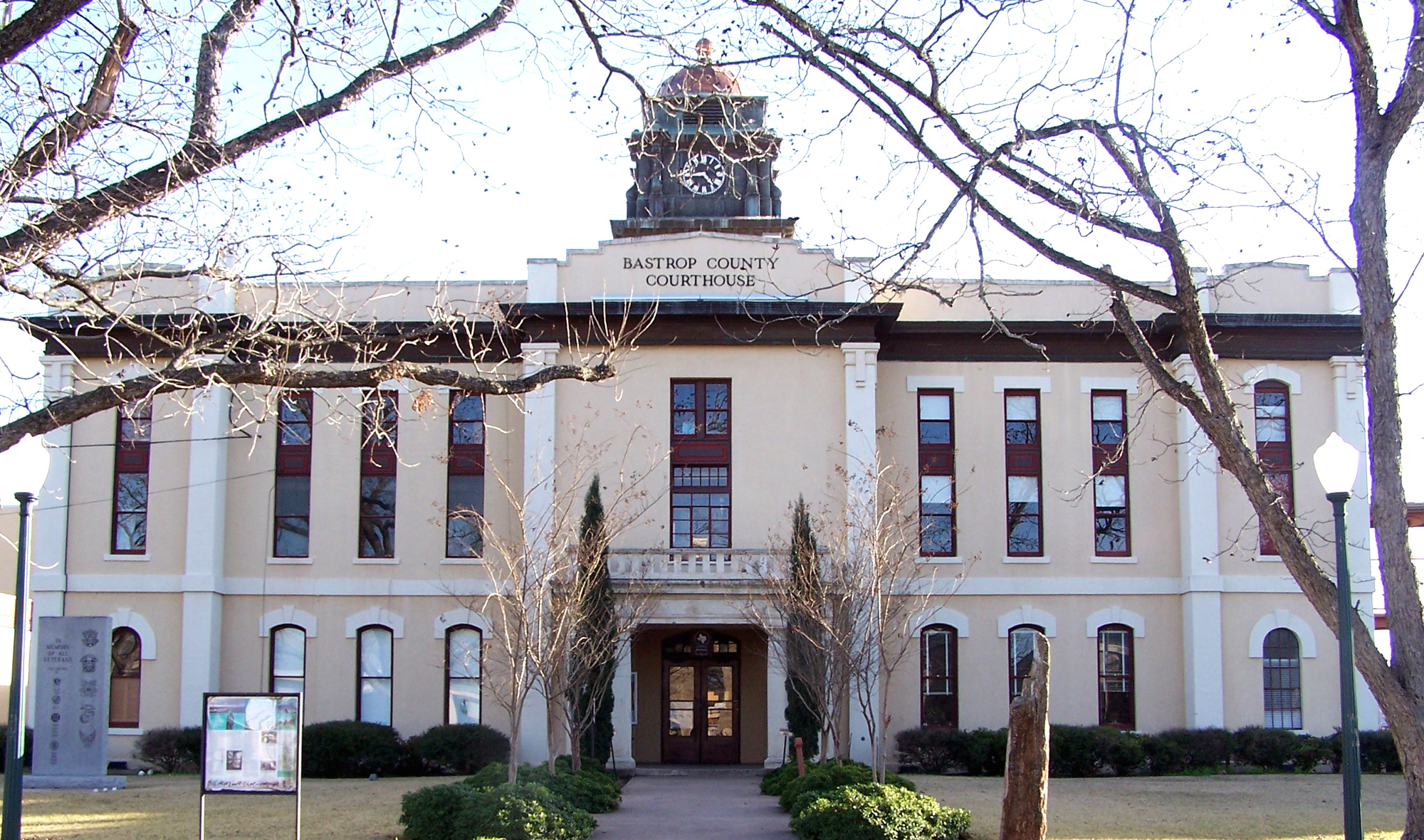
Bastrop County Courthouse

Nach der Volkszählung im Jahr 2000 lebten hier 5340 Menschen in 2034 Haushalten und 1336 Familien. Die Bevölkerungsdichte betrug 283,6 Einwohner pro km². Ethnisch betrachtet setzt sich die Bevölkerung zusammen aus 72,34 % weißer Bevölkerung, 17,00 % Afroamerikanern, 0,99 % Asiaten, 0,73 % amerikanischen Ureinwohnern und 7,02 % aus anderen ethnischen Gruppen. Etwa 1,91 % stammen von zwei oder mehr Ethnien ab und 17,75 % der Bevölkerung sind Spanier oder Lateinamerikaner.
Von den 2034 Haushalten hatten 32,8 % Kinder unter 18 Jahre, die im Haushalt lebten. 46,6 % davon waren verheiratete, zusammenlebende Paare. 15,3 % waren allein erziehende Mütter und 34,3 % waren keine Familien. 29,4 % aller Haushalte waren Singlehaushalte und in 12,6 % lebten Menschen, die 85 Jahre oder älter waren. Die Durchschnittshaushaltsgröße betrug 2,46 und die durchschnittliche Größe einer Familie 3,05 Personen.
25,5 % der Bevölkerung waren unter 18 Jahre alt, 8,3 % von 18 bis 24, 29,6 % von 25 bis 44, 21,8 % von 45 bis 64, und 14,8 % die 65 Jahre oder älter waren. Das Durchschnittsalter war 36 Jahre. Auf 100 weibliche Personen aller Altersgruppen kamen 97,0 männliche Personen. Auf 100 Frauen im Alter von 18 Jahren und darüber kamen 91,2 Männer.
Das jährliche Durchschnittseinkommen eines Haushalts betrug 40.212 USD, das Durchschnittseinkommen einer Familie 49.258 USD. Männer hatten ein Durchschnittseinkommen von 34.388 USD gegenüber den Frauen mit 27.582 USD. Das Prokopfeinkommen betrug 19.862 USD. 11,7 % der Bevölkerung und 10,1 % der Familien lebten unterhalb der Armutsgrenze. Davon waren 15,6 % Kinder und Jugendliche unter 18 Jahren und 13,6 % waren 65 oder älter.

## Kriminalität
Die Kriminalitätsrate hat einen Index von 688,2 Punkte. (Vergl. US-Landesdurchschnitt: 329,7 Punkte)

2003 gab es 2 Morde, 15 Vergewaltigungen, 7 Raubüberfälle, 3 tätliche Angriffe auf Personen, 59 Einbrüche, 492 Diebstähle und 28 Autodiebstähle.